# Баяркерес
Баяркерес — деревня в Корткеросском районе республики Коми в составе сельского поселения Позтыкерес.

## География
Расположено на левом берегу реки Локчим примерно в 20 км по прямой на юг от районного центра села Корткерос.

## История
Упоминается с 1707 года как починок на Бояркеросе с 1 двором. В 1859 году 13 дворов и 134 жителя, в 1918 — 40 и 206, в 1939 — 209 человек, в 1959 — 68, в 2000 — 23.

## Население
Постоянное население составляло 21 человек (коми 76 %) в 2002 году, 14 — в 2010.